# Jüdische Friedhöfe in Leer
Es gab mindestens zwei jüdische Friedhöfe in Leer, von denen die örtliche Gemeinde den ältesten wohl im ersten Drittel des 17. Jahrhunderts anlegte. Der Friedhof in Loga ist jüngeren Datums. Er befand sich ursprünglich im Besitz der Grafen von Wedel, die das Areal den in Loga lebenden Juden als Begräbnisstätte überließen.  

## Geschichte des jüdischen Friedhofes an der Groninger Straße

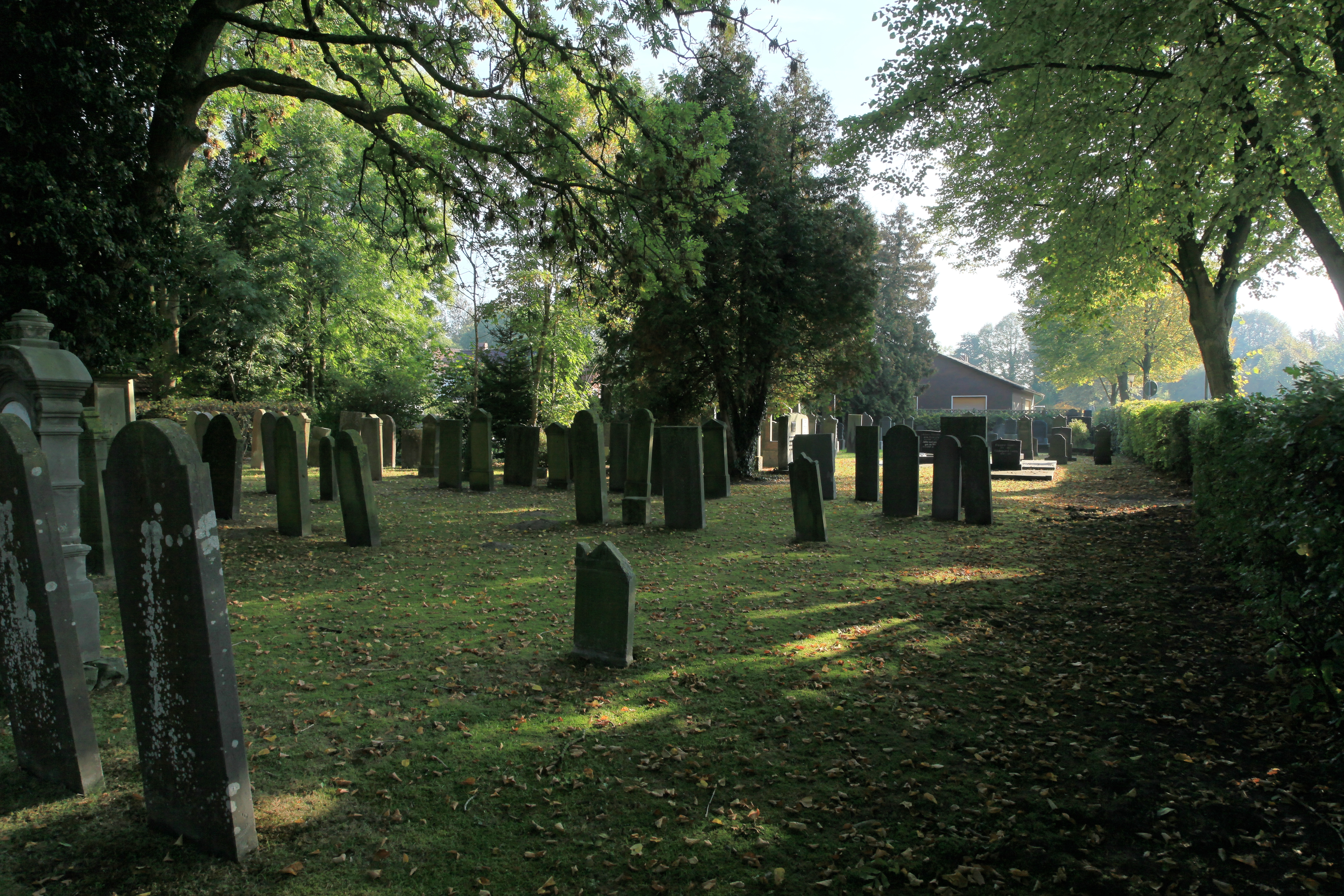
Der alte jüdische Friedhof in Leer

In Leer existierte seit dem 17. Jahrhundert eine jüdische Gemeinde. Zunächst bestattete sie ihre verstorbenen Mitglieder auf dem  jüdischen Friedhof Aurich, legte aber nach einer Überlieferung aus dem Jahre 1822 wohl schon im ersten Drittel des Jahrhunderts einen eigenen Friedhof an. Dieser befand sich damals weit außerhalb der Stadtgrenzen zwischen Leer und dem Dorf Leerort. Das für die Begräbnisstätte notwendige Land hatte der Landesherr der Gemeinde geschenkt. Es lag nahe dem Standort des Galgens, weshalb das Areal auch in den Synagogenbüchern als Galgenhöchte und  als Galgenvenne bezeichnet wurde. Erst im beginnenden 20. Jahrhundert setzte sich die Bezeichnung Israelischer Friedhof durch.
1692 war der Friedhof soweit belegt, dass die Gemeinde ihn erweiterte. In den Jahren 1736 und 1822 fanden weitere Vergrößerungen statt. Knapp 70 Jahre später war das Areal erneut zu klein, so dass die Gemeinde 1896 ein weiteres Nachbargrundstück erwarb, auf dem 1898 die erste Beerdigung stattfand. 1896 war der Friedhof abermals voll belegt. Die Gemeinde konnte ein neues Grundstück hinzu erwerben; das erste Begräbnis fand auf der Erweiterungsfläche 1898 statt.
Nach der Machtübernahme der Nationalsozialisten im Jahre 1933 hatten die Juden in Leer unter Repressionen staatlicher Organe zu leiden. Das betraf auch die Beerdigungen. So ordnete die Stadt etwa bei der Bestattung des Kriegsversehrten Jakob Pels im November 1936 an, die Pferde, die den Leichenwagen ziehen sollten, auszuspannen. Die Trauernden waren so gezwungen, den Wagen selbst zu ziehen. Mit der Beisetzung von Sophie Roseboom geb. Selig am 11. Juni 1939 enden die Aufzeichnungen in den Synagogenbüchern. Im gleichen Monat erwarb die Stadt einen Teil des Friedhofes und wenige Monate später ließen die Nationalsozialisten die in Leer verbliebene jüdische Bevölkerung in die Vernichtungslager abtransportieren. 1940 ordneten sie zudem an, den ältesten Teil des Friedhofes zu räumen. Die dabei entfernten Grabsteine wurden nach 1945 an anderer Stelle wieder aufgestellt. In der Zeit des Zweiten Weltkrieges wurde auf dem Friedhof noch ein abgeschossener jüdischer Flieger aus England verscharrt.
Im Jahre 1951 ging der Friedhof in den Besitz der Jewish Trust Corporation. Diese übergab den ältesten Teil zwei Jahre später der Stadt Leer und den Rest 1959 an den Landesverband der Jüdischen Gemeinden von Niedersachsen. Beerdigungen fanden nach dem Ende der Gemeinde nur noch wenige statt. Insgesamt fanden zwischen 1946 und 1985 sechs Personen aus Leer, die nach 1945 zurückgekehrt waren, ihre letzte Ruhestätte auf dem Friedhof. Im Jahr 2012 fand die bisher letzte Beisetzung auf dem Friedhof statt. Bei einer Friedhofsschändung durch Unbekannte im Jahr 2024 wurden drei Grabsteine umgeworfen, eine Hinweistafel entfernt und das Eingangstor beschädigt.
Heute sind auf dem 16,63 ar großen Friedhof noch etwa 237 Grabsteine erhalten.

## Geschichte des jüdischen Friedhofes in Loga

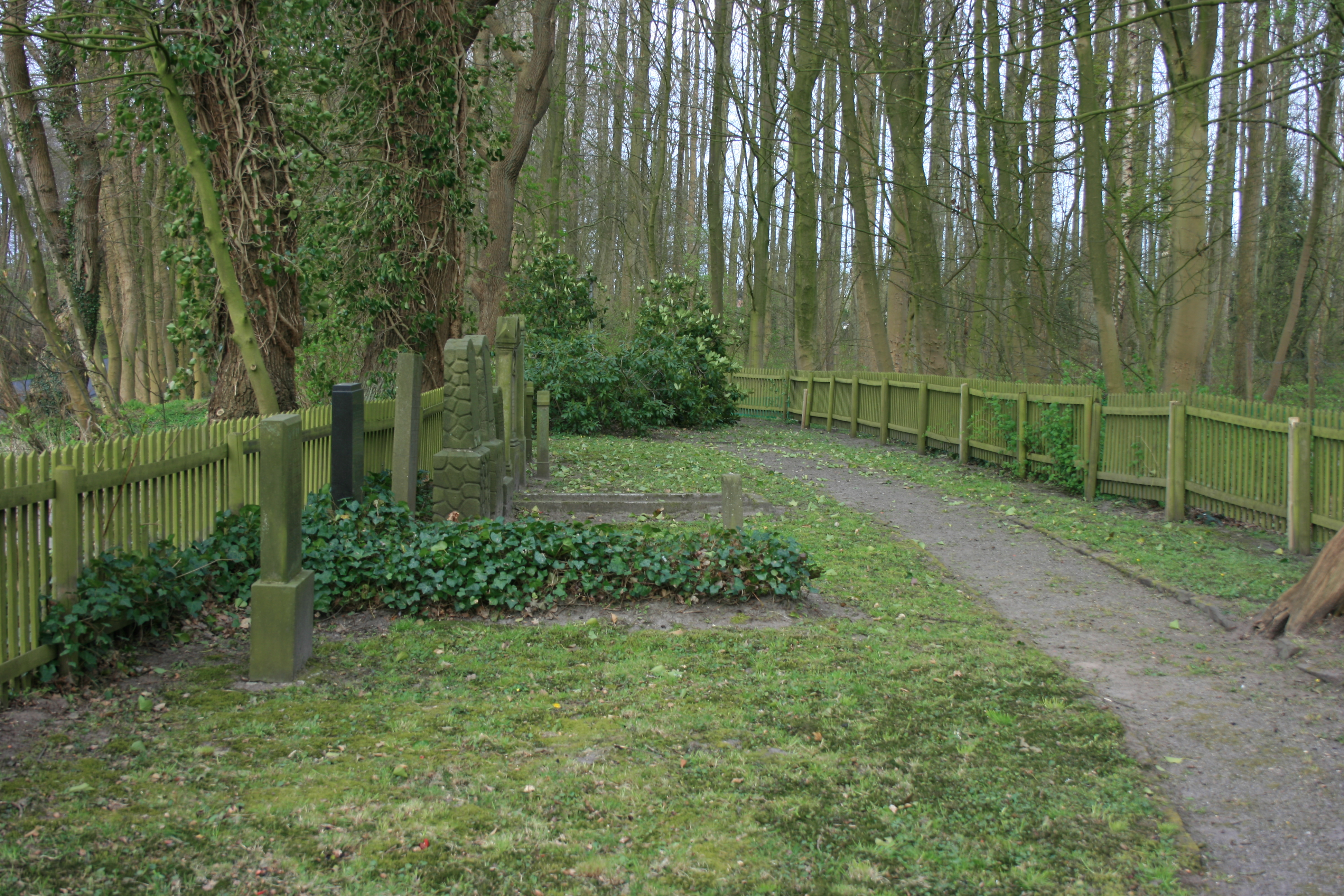
Der jüdische Friedhof in Leer Loga

Loga hatte nie eine eigene Synagogengemeinde. Die dort lebenden Juden waren Mitglieder der Synagogengemeinde in Leer. Wann genau sie den Friedhof in Loga anlegten, ist unbekannt. Der älteste erhaltene Grabstein datiert auf das Jahr 1828, die erste Erwähnung auf 1860. Das Areal war ursprünglich im Besitz der Grafen von Wedel. Diese überließen es den wenigen jüdischen Familien von Loga. Die Begräbnisstätte befindet sich seit 1983 im Besitz der Stadt Leer, die mit dem Kauf des Grundstückes auch dessen Pflege übernahm. Erhalten sind 13 Grabsteine.